# Židovský hřbitov v Kovanicích
Židovský hřbitov leží na jihozápadním kraji obce Kovanice a je přístupný od cesty vedoucí kolem zemědělského objektu. Hřbitov je chráněn jako kulturní památka.

## Historie a popis
Hřbitov byl založen v roce 1830 a sloužil k pohřbívání židů z Kovanic i okolí, např. z Nymburka, Poděbrad a Křince. Areál nikdy nebyl rozšiřován a jeho současný půdorys nepravidelného lichoběžníku o rozloze necelých 1500 m² je tak původní. V místech vstupu stávala nedochovaná obřadní síň.
Pravidelně se zde pohřbívalo do 40. let 20. století, od roku 1945 proběhlo již jen několik obřadů. Do dnešní doby se dochovalo 247 náhrobků s nejstarším z roku 1833. V západní části hřbitova se nalézá dětské oddělení, kde upoutá pozornost náhrobní kámen s hlavičkou anděla. Mezi zajímavé zde pohřbené osobnosti patří babička spisovatele Franze Kafky. 
V areálu stojící dům čp. 97 sloužil zčásti jako obydlí hrobníka, v jeho východní části se garážoval pohřební vůz.
U vchodu je umístěna pamětní deska obětem druhé světové války.

## Současnost
Od roku 1995 má areál v péči Židovská obec v Praze a postupně v něm probíhají rekonstrukční a údržbové práce, např. oprava obvodní zdi a vztyčování náhrobků.
Brána hřbitova se zamyká a zeď je udržována v dobrém stavu, ale areál je možné navštívit po dohodě s obecním úřadem.

## Židovská komunita v obci
Mnoho z domů v okolí synagogy (dnes čp. 111) patřilo židovským rodinám, např. čp. 20, 43, 85, 89, dále pak v blízkosti hřbitova čp. 95 nebo 97, což byl původně hrobnický domek. V dnešním domě čp. 91 sídlila židovská škola.